# Ingénieur en chef territorial
 (octobre 2022).
 (décembre 2023).
En France, les ingénieurs en chef territoriaux forment un cadre d'emplois des hauts fonctionnaires de la fonction publique territoriale aux côtés des administrateurs territoriaux, des conservateurs de bibliothèques territoriaux et des conservateurs du patrimoine territoriaux.
Le cadre d’emploi des Ingénieurs en chef territoriaux est l’unique cadre d’emploi technique d’encadrement supérieur de la haute fonction publique territoriale créé par le décret n°2016-200 du 26 février 2016. Il s’agit d’un cadre d’emplois supérieur à caractère technique et scientifique de catégorie A+ au sens du Code général de la fonction publique (articles L412-1 et suivants) modifié portant dispositions statutaires relatives à la fonction publique territoriale.
Le cadre d’emploi compte environ 3600 membres et reste l’un des principaux pourvoyeurs des postes d’encadrement supérieur au sein des collectivités territoriales. Occupant des postes de direction et de direction générale au sein des collectivités territoriales, les ingénieurs en chef territoriaux sont des acteurs majeurs de pilotage et de management des politiques du vivre-ensemble au sein des territoires.
Le cadre d’emploi des ingénieurs en chef territoriaux comporte trois grades: ingénieur en chef, ingénieur en chef hors classe, et ingénieur général.

## Historique du cadre d’emploi des ingénieurs en chef territoriaux
L’histoire du cadre d’emploi des ingénieurs en chef territoriaux est liée au processus de décentralisation. En effet, si à partir du XVIIe siècle, le corps des ingénieurs des ponts et chaussées est le principal acteur des travaux publics portés par l’État centralisé, les lois successives de décentralisation ont transféré les missions techniques de maitrise d’œuvre et de conception des politiques publiques au niveau local.
Le décret n°90-126 du 9 février 1990 portant création du nouveau cadre d’emploi des ingénieurs territoriaux s’inscrit dans ce mouvement de transfert généralisé des services de l’État vers les collectivités territoriales.
Dans une optique d’harmonisation des cadres d’emploi au sein des fonctions publiques et afin de renforcer la lisibilité sur le haut niveau de pilotage et de management au sein de la filière technique, le décret n°2016-200 du 26 février 2016 crée le cadre d’emploi des ingénieurs en chef territoriaux en lui affectant des missions incombant à la haute fonction publique territoriale.

## Recrutement
Le recrutement en qualité d'ingénieur en chef territorial intervient après inscription sur liste d'aptitude à la suite de la réussite à un concours (interne ou externe) ou à l’examen professionnel.
Ces trois modes de recrutement des ingénieurs en chef sont organisés par le Centre national de la fonction publique territoriale. L'ouverture des concours et de l’examen professionnel sont arrêtées par le président du Centre national de la fonction publique territoriale.
| Année du concours | Ingénieurs en Chef (3e jour) | ENA/INSP (3 concours -5e jour) | Administrateurs territoriaux (5e jour) |
| 2017              | 12,6%                        | 9,8%                           | 17,5%                                  |
| 2018              | 13,5%                        | 8,9%                           | 12,8%                                  |
| 2019              | 14%                          | 8,7%                           | 12,5%                                  |
| 2020              | 11%                          | 9,1%                           | 11,8%                                  |
| 2021              | 18.7%                        | 7,9%                           | 12,7%                                  |

Taux de réussite aux concours de la haute fonction publique (rapport entre le nombre d'admis et les candidats totalement présents)
| Année de l’examen professionnel | Ingénieurs en Chef territoriaux | Administrateurs territoriaux |
| 2017                            | 5,7%                            | 5,6%                         |
| 2018                            | NC                              | 9,8%                         |
| 2019                            | 5,7%                            | 9,7%                         |
| 2020                            | 7,8%                            | 9,7%                         |
| 2021                            | 6%                              | 8,5%                         |

Taux de réussite aux examens professionnels (rapport entre le nombre de lauréats et les candidats totalement présents)

### Concours

#### Concours interne
Le concours interne est ouvert aux fonctionnaires et agents publics, aux militaires, ainsi qu’aux agents en fonction dans une organisation internationale intergouvernementale justifiant, au 1er janvier de l’année du concours, de sept ans au moins de services publics effectifs.
Le concours interne est également ouvert aux candidats justifiant de sept ans de services auprès d’une administration, un organisme ou un établissement mentionnés au 2e alinéa du 2e de l’article 36 de la loi du 26 janvier 1984 dans les conditions fixées par cet alinéa (articles 4 et 6 du décret de 2016).

#### Concours externe
Le concours externe est ouvert aux candidats titulaires d’un diplôme d’ingénieur, ou d’un autre diplôme scientifique ou technique sanctionnant une formation d’une durée au moins égale à cinq années d’études supérieures après le baccalauréat, correspondant aux domaines de compétences suivants :
- Ingénierie
- Gestion technique et architecture
- Infrastructures et réseaux
- Prévention et gestion des risques
- Urbanisme, aménagement et paysages
- Informatique et systèmes d’information.

### Examen professionnel
L’examen professionnel est ouvert aux :
- Ingénieurs principaux ou ingénieurs hors classe justifiant, au 1er janvier de l’année de l’examen, de 4 ans de service effectifs dans l’un de ces grades
- Ingénieurs territoriaux qui ont occupé, au moins pendant 6 ans, les emplois fonctionnels suivants :
  - Directeur ou Directrice Général des services d’une commune ou d’un établissement public local de plus de 10 000 habitants.
  - Directeur ou Directrice général adjoint des services d’une commune ou d’un établissement public local de plus de 20 000 habitants.
  - Directeur ou Directrice Général des services des mairies d’arrondissement des communes de Lyon, Marseille de plus de 40 000 habitants et des conseils de territoire de la Métropole d’Aix-Marseille-Provence.
  - Directeur ou Directrice Général des EPCI entre 10 000 et 80 000 habitants.
  - Emplois créés en application de l’article 6-1 de la loi n°84-53 du 26 janvier 1984[5] et dont l’indice terminal brut est au moins égal à 966.

Les lauréats de l’examen professionnel peuvent être inscrits sur la liste d’aptitude en vue de l’accès au cadre d’emploi d’ingénieur en chef dès lors qu’ils remplissent les conditions d’emploi et de durée fixées dans l’article 16 du décret n°2006-1695 du 22 décembre 2006 et les articles 4(2e) et 7 du décret n°2016-200 du 26 février 2016.

## Formation
Les ingénieurs en chef territoriaux reçoivent une formation associant apports théoriques et projets auprès des territoires.
Ce cursus professionnalisant est dispensé par l’institut national des études territoriales situé à Strasbourg, en cohérence avec les autres grandes écoles de la fonction publique française.
Les lauréats des concours interne et externe d’ingénieur en chef territorial suivent pendant 12 mois une formation initiale d'application, conjointement avec les élèves conservateurs et conservatrices territoriaux de bibliothèques, les élèves administrateurs territoriaux et les élèves de l'Institut national du service public(ex-ENA) dans le cadre de modules inter-filière et inter-école.
Les lauréats de l’examen professionnel suivent une formation de professionnalisation de 3 mois dans les deux ans suivant leur nomination en tant qu’ingénieur en chef.

## Nomination des ingénieurs en chef
Les élèves ingénieurs en chef sont, à la sortie de l'INET, inscrits sur liste d'aptitude. Aucun classement de sortie n'est établi.
Ils postulent librement aux postes ouverts par les collectivités territoriales et les établissements publics.

## Carrières
Dans les régions, les départements, les communes de plus de 40 000 habitants et leurs établissements publics locaux, les ingénieurs en chef territoriaux sont chargés d’éclairer, de concevoir, de préparer et de mettre en œuvre les décisions des autorités territoriales. Ils assurent des missions de conception, de pilotage, de management et d'encadrement.
Au cours de sa carrière, un ingénieur en chef territorial est amené à occuper des fonctions de conception, de pilotage et d'encadrement diverses et peut se voir confier des missions, des études, des expertises ou des fonctions comportant des approches pluridimensionnelles (financier, juridique, sanitaire et social, ressources humaines, développement économique, social, sociétal et culturel, aménagement, urbanisme, habitat, mobilité, assainissement, énergie, systèmes d’information, transitions…) :
- en position normale d'activité, dans les services des régions, des départements, des communes de plus de 40 000 habitants, les offices publics de l'habitat (OPH) de plus de 10 000 logements et les établissements publics locaux assimilés à une commune de plus de 40 000 habitants (les métropoles, les établissements publics territoriaux de la métropole du Grand Paris, les établissements publics de coopération intercommunale à fiscalité propre, les centres de gestion de plus de 9001 agents, les centres communaux et intercommunaux d'action sociale, etc.) :
  - au sein d'une direction générale en tant que directeur général des services, directeur général adjoint, chargé de mission auprès d'un directeur général, etc.
  - directeur ou chargé du pilotage et de l’animation des fonctions « ressources » : directeur des finances, directeur des affaires juridiques, directeur des ressources humaines, directeur des systèmes d'information, etc.
  - directeur ou chef de service « opérationnel » (chargé de la conception et de la mise en œuvre des politiques publiques décidées par les élus) : directeur de l'aménagement du territoire, des transports, du développement économique, de la culture, de l'éducation, des affaires sociales et de la solidarité
  - directeur d'un office public de l'habitat de plus de 10 000 logements
  - directeur de centre communal ou intercommunal d'action sociale assimilé à une commune de plus de 40 000 habitants

Dans ces domaines, ils exercent au service des collectivités territoriales, des fonctions d'encadrement, d'administration générale ou d'expertise.
Les ingénieurs en chefs territoriaux participent avec engagement à la transformation des territoires et au pilotage des transitions. Sous l’autorité des élus, ils expérimentent, conçoivent et adaptent durablement les organisations et les politiques publiques pour répondre aux enjeux des transitions sociales, environnementales et économiques.
Leur présence au sein des collectifs de direction générale permet une complémentarité des approches en lien avec les autres cadres de la Haute fonction publique territoriale à culture administrative ou culturelle.
Les ingénieurs en chef territoriaux occupent également de nombreux postes en détachement dans les "emplois fonctionnels" de Direction Générale au sein des collectivités territoriales ou de leurs établissements publics.

## Chiffres clés
Au 31 décembre 2017, ce sont 3408 ingénieurs en chefs qui étaient en poste. Ils exercent en communes (21%), en intercommunalités (34,5%), en conseils départementaux (28%) et en régions (10%).
Les ingénieurs en chefs territoriaux en service ont une moyenne d’âge de 54 ans et le taux de féminisation est de 27%.